# Старк, Отто
Отто Старк (англ. Otto Stark; 1859—1926) — американский художник-импрессионист, член общества художников Hoosier Group штата Индиана.  Старк часто выставлял свои картины на международных, национальных, региональных и местных выставках, включая Парижский салон 1886 и 1887 годов, выставку Пять художников Hoosier Group  в Чикаго, штат Иллинойс, выставку Trans-Mississippi Exposition (1898) в Омахе, штат Небраска, Всемирную выставку (1904) в Сент-Луисе, штат Миссури  и международные выставки (1910) в Буэнос-Айресе, Аргентина, и Сантьяго, Чили. 

## Биография
Родился в 1859 году в Индианаполисе, штат Индиана, в семье Густавуса Годфри и Леоне Джоас Старк. Бабушка и дедушка Отто Старка по отцовской линии, Кристиан и Кристиан Шмидт Старки, иммигрировали в Индиану в 1842 году. Старк, старший из семи детей в семье, описывался как «рассудительный и энергичный ребенок».

Отто Старк, Landscape With Two Figures and Shanties, 1924

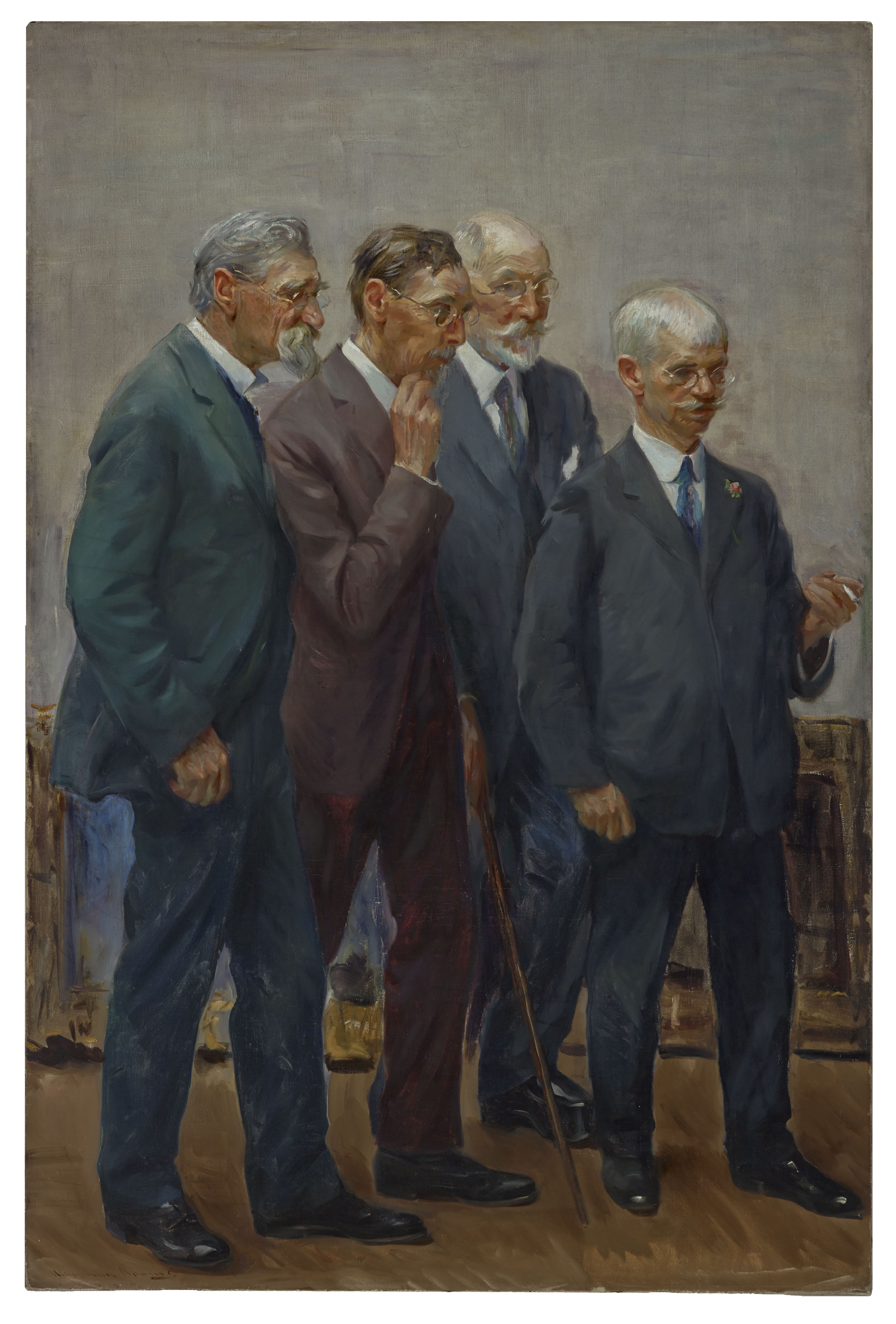
Четверо из пяти художников группы Hoosier Group (Старк − второй слева)

Свою карьеру Старк начал в качестве ученика резчика по дереву в Индианаполисе, но прекратил эту деятельность после травмы лодыжки. В 1875 году он отправился в Цинциннати, где работал как литограф и обучался в Художественной академии Цинциннати. Затем учился у Уильяма Чейза в нью-йоркской школе Art Students League of New York.
В 1885 году Отто Старк поступил в Академию Жюлиана в Париже, где проучился до 1888 года и выставлял свои картины в парижских салонах в 1886 и 1887 годах. Во Франции он женился и в 1888 году вместе с семьёй вернулся в США. Жил в Нью-Йорке, а затем в Филадельфии. Его жена умерла в 1891 году, оставив Старка с четырьмя детьми. Ему снова для зарабатывания на жизнь пришлось работать литографом в Цинциннати, пока не вернулся к живописи в 1894 году, открыв собственную студию в Индианаполисе. В Индианаполисе в 1905—1919 годах он преподавал искусство в школах Manual High School и Herron School of Art.
Отто Старк оставался активным художником до самой смерти в 1926 году. Был участником выставок в Чикаго (1894), Омахе (1898), Сент-Луисе (1904), Буэнос-Айресе (1910) и Сан-Франциско (1915), а также во многих местных выставках.

## Смерть и наследие
В апреле 1926 года Старк перенес инсульт и умер в Индианаполисе 14 апреля 1926 года в возрасте шестидесяти семи лет. Похоронен на кладбище Crown Hill Cemetery в Индианаполисе, штат Индиана. 
Работы Старка находятся в частных коллекциях, а также в нескольких художественных музеях Индианы. Среди них — Художественный музей Ричмонда, Музей искусств, истории и науки Эвансвилла, Художественный музей Индианаполиса, Музей искусства Дэвида Оусли Университета штата Болл, Музей штата Индиана и другие. Карьера Старка как преподавателя искусства также повлияла на его бывших учеников, среди которых несколько известных художников Индианы, таких как Мари Гот, Уильям Эдуард Скотт, Элмер Тафлингер, Эвелин Месс Дейли, Эмма Эйлс Сангернебо и Берта Хейзелригг Браун.